# Độ ta không độ nàng
"Độ ta không độ nàng" là một ca khúc nhạc Hoa lời Việt trở thành một hiện tượng âm nhạc trên mạng xã hội năm 2019 tại Việt Nam. Kể từ khi xuất hiện phiên bản chuyển thể lời Việt đầu tiên vào tháng 4 năm 2019, đến nay đã ghi nhận hơn 20 phiên bản lời Việt khác nhau, với lượt truy cập hàng triệu lượt ở mỗi phiên bản, bao gồm 6 phiên bản thiền ca của thầy Thích Đồng Hoàng, Thích Nhật Từ (2 phiên bản lời Việt), Thư Viện Hoa Sen, Đạo Phật Ngày Nay, và phiên bản được viết bởi Hồng Ánh do Võ Hạ Trâm trình bày. Bên cạnh đó, cũng bùng lên nhiều tranh luận trái chiều về nội dung của bài hát trên một vài báo chí ở Việt Nam. Nhiều sư thầy trong các chùa ở Việt Nam và hải ngoại cũng đăng đàn giảng giải và phân tích về bài hát này. Sư Thích Nhật Từ phản đối phiên bản lời Việt của Tuyên Chính (bản dịch phổ biến nhất), ngược lại sư Thích Bửu Chánh thì ủng hộ và có kiến giải khác về bản dịch này. Khởi đầu là một tác phẩm không chuyên nghiệp, nhưng với độ lan rộng nổi bật của nó trong cộng đồng mạng Trung Quốc và Việt Nam, nhạc phẩm này gần đây đã có bản tiếng Anh , tiếng Khmer, tiếng Quảng Đông, và tiếng Hmong trong cộng đồng YouTube. Với gần 160 triệu lượt xem, phiên bản Độ ta không độ nàng của ca sĩ YouTube Thiên An là video tiếng Việt có nhiều lượt xem nhất trên YouTube.

## Nguyên tác
Nguyên tác bài hát mang tên "Độ ngã bất độ tha" (tiếng Trung: 渡我不渡她), được phát hành trên mạng xã hội của Trung Quốc vào ngày 18 tháng 1 năm 2019, do một ca sĩ nghiệp dư có biệt danh Cô Độc Thi Nhân (孤独诗人) giới thiệu. Cô Độc Thi Nhân cũng thừa nhận chính anh là người viết cả phần nhạc và lời cho bài hát, được Trần Hàng Vũ (陈航宇) chế tác. Bài hát thuộc thể loại pop, dài 3 phút 41, mang nội dung chuyện tình cảm buồn giữa một vị tiểu hòa thượng và một cô gái xinh đẹp. Về sau, bài hát cũng được nhiều ca sĩ cover lại, được biết nhiều nhất là bản cover của Tô Đàm Đàm (苏谭谭) và Giai Bằng (佳鹏) theo phong cách rap. Nhạc phẩm này rất nổi tiếng trong cộng đồng hàng trăm triệu người dùng app TikTok của Trung Quốc và Việt Nam, với nhiều bản cover được tải lên YouTube, Youku và nhiều dịch vụ video trực tuyến Trung Quốc. Thực tế, bài này không nổi tiếng lắm trong cộng đồng tiếng Trung vì YouTube bị tường lửa chặn ở Đại Lục.
Cùng thời gian đó, một đoạn phim 3D ngắn dựa trên một truyện ngôn tình không rõ rác giả từng gây sốt mạng Internet Trung Quốc, kể về chuyện tình oan trái giữa một vị tiểu hòa thượng và một tiểu quận chúa xinh đẹp. Tuổi thơ hai người lớn lên cùng nhau, tình cảm cũng trở nên đặc biệt, nhưng vì là người đã quy y cửa Phật, nên tiểu hòa thượng không thể động lòng. Đến một ngày nọ, quận chúa vì bị thái tử cưỡng hiếp mà tự vẫn, tiểu hòa thượng chợt nhận ra mình cũng có tình cảm sâu đậm với tiểu quận chúa. Hận thù bùng lên, tiểu hòa thượng tìm giết chết thái tử. Trong lúc đau khổ tột cùng, tiểu hòa thượng buông lời oán trách Phật, vì sao phổ độ chúng sinh, nhưng lại không độ cho quận chúa không phải chịu đau khổ.
Do sự ngẫu nhiên trùng hợp giữa bài hát và nội dung đoạn phim 3D, đã làm nhiều người hiểu lầm đây chính là nội dung thật của bài hát. Tuy nhiên, trong một lần xuất hiện trong 1 show truyền hình, chia sẻ về "Độ ta không độ nàng", tác giả Cô Độc thi nhân đã phủ nhận điều này. Anh cho biết, khi còn nhỏ, do bản tính quá nghịch ngợm, nên từng được gia đình đưa tới chùa Thiếu Lâm Tự một khoảng thời gian, để học võ và rèn luyện, tu tâm dưỡng tính. Nhờ đó, anh dẫn trở thành một người có trái tim yêu thương, nhạy cảm với vạn vật xung quanh, hoa lá cỏ cây. Ý nghĩa của bài hát, thực chất là sự hoài niệm đơn thuần về tuổi thơ của mình.

## Hiện tượng âm nhạc tại Việt Nam
Sau khi bài hát thành công ở Trung Quốc, một số YouTuber Việt Nam đã đăng tải bài hát kèm với phần Vietsub để truyền đạt ý nghĩa bài hát. Cuối tháng 4 năm 2019, một phiên bản lời Việt của Tuyên Chính, được một ca sĩ nghiệp dư là Thái Quỳnh trình bày được đăng tải trên YouTube. Phiên bản lời Việt này khởi đầu một hiện tượng âm nhạc, khi hàng loạt ca sĩ lần lượt cover, từ những ca sĩ mới toanh như Hương Ly, Ôn Vĩnh Quang, Đường Hưng, Anh Duy, Thiên An, Hamlet Trương, Trung Quang học trò Đan Trường, đến những nghệ sĩ đã có tên tuổi như Khánh Phương, Kasim Hoàng Vũ, Phương Thanh, Trấn Thành, Hiếu Hiền, diễn viên Hoàng Kim Ngọc, Ưng Hoàng Phúc, Quách Tuấn Du, Ngân Huệ đều lọt top trending trên các mạng xã hội tại Việt Nam. Nhiều phiên bản hài kịch cũng làm parody cho bài hát này, như hài kịch "Độ Ta Không Độ Ngươi", "Độ Tao Không Độ Mày" của NSƯT Hoài Linh và Chí Tài. Ngoài ra, các video clip về Mỹ Tâm, Phương Mỹ Chi và con trai của Xuân Bắc hát chơi Độ Ta Không Độ Nàng trong sinh hoạt với fan cũng được khen ngợi và ủng hộ rất nhiều trong cộng đồng YouTube.

## Tranh cãi
Câu chuyện tình yêu ngang trái giữa một tu sĩ và một cô gái là đề tài được khai thác khá nhiều trong trên thế giới. Tại Trung Quốc, trong bộ phim Tây du ký phát hành năm 1986, ở tập 16: Thỉnh kinh Nữ Nhi quốc, mối tình trái ngang giữa nữ vương xinh đẹp và Đường Tăng được xem là kinh điển. Gần nhất, trong bộ phim Chẳng phụ Như Lai, chẳng phụ nàng, cũng khai thác chủ đề này. Tuy phù hợp thị hiếu của giới trẻ, nhưng giới tăng nhân, Phật tử phản đối kịch liệt vì cho rằng nội dung gây ra hiểu lầm về giới tu sĩ Phật giáo. Một số phiên bản lời Việt được đặt ra, với tựa mới nhằm "uốn nắn" và truyền bá tư tưởng chính thống của Phật giáo nhưng vẫn dựa trên phần nhạc cũ như "Đời ta từ nay không lụy sầu" (lời Việt: Thích Nhật Từ, do Ngân Huệ, Ưng Hoàng Phúc hát), "Tự thân nàng hãy cứu độ nàng" (lời Việt: Thích Đồng Hoàng và biên soạn Hoàng Kim, do Phương Thanh, Quách Tuấn Du hát). Ngoài ra còn có phiên bản Việt của truyện gốc "Độ ta không độ nàng", kèm phim 3D được biên tập lại thành 6 phần, do Hy Di chuyển ngữ và Anh Duy trình bày, được xem là chuyển tải nội dung dung hòa hơn so với các phiên bản đơn.
Trong phim cổ trang 18+ Nhục bồ đoàn cũng có chi tiết vị cao tăng bị một nữ dâm phụ gạ gẫm rồi ve vãn cũng bao hàm ý nghĩa “Độ ta không độ nàng”, ý nói dâm phụ dù có lẳng lơ tới đâu thì vị hoà thượng chỉ có độ mỗi ngài mà ả không được độ trì.
Hiện bài hát này cũng được cover rộng rãi trong cộng đồng người Việt hải ngoại, nhất là ở Mỹ. Có một số người đã tập trung report phiên bản YouTube của bài hát này khiến nhiều video clip bị xóa khỏi hệ thống YouTube, như bản cover của ca sĩ Phương Thanh đã bị report xóa hai lần. Theo cô ca sĩ này thì những người report phá là ở Việt Nam chứ không phải do vướng mắc chuyện bản quyền bên Trung Quốc.
Tuy nhiên, sau đó một đơn vị ở Việt Nam đã liên lạc với Độc Cô Thi Nhân, người sáng tác bài hát này và mua bản quyền, theo đó mỗi sao chép Độ Ta Không Độ Nàng phải trả phí bản quyền và chia sẻ 33% doanh thu quảng cáo cho đơn vị bản quyền ở Việt Nam. Ca sĩ Phương Thanh cho rằng đây là hành vi cơ hội, cướp công sức của người khác. Đơn vị này thì cho rằng họ đã đàm phán từ tháng 3 với nhạc sĩ Độc Cô Thi Nhân, chỉ là "ngẫu nhiên" mà chốt được hợp đồng ngay thời điểm bài hát nổi tiếng ở thị trường Việt Nam. Nhưng đến nay chưa ai liên lạc với người nhạc sĩ Trung Quốc để kiểm định thông tin này.
Do hiện tượng bản quyền, nhiều ca sĩ đã phải gỡ bỏ các video clip triệu view của mình, họ bức xúc và quyết không trả phí bản quyền cho đơn vị Việt Nam. Tuy nhiên, ca sĩ Khánh Phương, Ưng Hoàng Phúc, Trấn Thành, Hương Ly và nhiều người khác chấp nhận trả phí để bảo vệ sản phẩm và công sức của mình.
Một số người hoạt động trong lĩnh vực bản quyền cũng nói rằng công ty Cổ phần Dịch vụ Bản quyền Việt Nam “khá lạ”. Theo tìm hiểu của phóng viên báo Tiền Phong, công ty này được cấp phép hoạt động từ tháng 1/2018, người đại diện pháp luật là bà Nguyễn Thị Huyền Trang.
Nữ ca sĩ Phương Thanh đã lên tiếng về việc công ty này đã sử dụng trái phép các ca khúc và hình ảnh khác của cô từ trước đến nay. Cô nói: "Đây là kiểu làm ăn cướp giật, hớt tay trên. Cướp không cần biết trước, biết sau. Nếu một bài hát chưa và không ai biết, công ty các bạn mua độc quyền và làm cho nó hot lên được, tôi mới nể trí tuệ, tư duy của các bạn. Còn chờ khi nó đang quá hot nhờ vào rất nhiều nghệ sĩ và ca sĩ trẻ cùng hát thì việc các bạn mua độc quyền rồi kinh doanh chỉ là những kẻ nhanh tay biết trục lợi mà thôi." Hiện tại, Phương Thanh đang liên hệ luật sư riêng để cân nhắc hướng xử lý vụ việc.
Trả lời phỏng vấn báo Người Đưa Tin, Phương Thanh nói: "Khi nào có tác quyền trước mà Thanh hát không xin phép Thanh mới gọi là vi phạm tác quyền được chứ. Hiện tại nếu cần thiết Thanh sẽ mua tác quyền từ đơn vị gốc - sẽ tiến hành liên hệ phía đối tác. Có câu trả lời chính thức từ đối tác gốc được hay không được Thanh sẽ là người thông báo cho mọi người biết. Là ca sĩ chuyên nghiệp lâu năm Thanh chỉ làm việc với nơi đủ tầm cỡ chuyên nghiệp đúng với tên tuổi của mình" - Phương Thanh cho hay.
Nguyên nhân của sự bức xúc, phẫn nộ ở nhiều ca sĩ và cộng đồng mạng chính là sự "mờ ám" không rõ ràng minh bạch trong thông báo từ phía công ty này. Trong thông báo phát đi, phía công ty đã giấu diếm thời điểm tác giả người Trung Quốc ký hợp đồng cho đơn vị này quản lý bản quyền tác phẩm của mình, và dựa vào đâu để đưa ra mức phí thu 5 triệu đồng cộng với 33% doanh thu mà các bản “cover” này mang lại sau khi được đăng tải.
"Cần phải xem lại thời điểm ký bản quyền. Bây giờ anh mới ký hợp đồng mà đòi huỷ bỏ tất cả những gì diễn ra trước đó, trước thời điểm ký hợp đồng thì quả là vô lý." – một ý kiến bình luận chia sẻ.
Chuyện thu bản quyền một tác phẩm âm nhạc vốn dĩ không phải điều gì mới mẻ, song với việc âm thầm ký kết hợp đồng mua bản quyền với tác giả, rồi bỗng một ngày bất ngờ tuyên bố đã có quyền sở hữu với tác phẩm này và đề nghị thu tiền khiến những người trong cuộc không khỏi giật mình ngã ngửa, thậm chí là phản ứng gay gắt cũng là điều dễ hiểu.